# Monstrilloida
Monstrilloida es un orden de copépodos parásitos proteleanos que infectan a diferentes grupos de invertebrados bentónicos marinos. Su nombre se debe a que cuando el zoólogo James Dwight Dana describió el primero de sus géneros, Monstrilla (pequeño monstruo), consideró como una característica monstruosa el hecho que no tuvieran piezas bucales. Tiene solo una familia, Monstrillidae. Además de la falta total de partes bucales en los adultos, también se distinguen por la falta total de intestino. El orden Monstrilloida está representado actualmente por cinco géneros que contienen más de 160 especies Solo se pueden encontrar adultos en las colecciones de plancton debido a que solo sus primeras fases naupliaria, preadulta y adulta son planctónicas.

## Diagnosis
Debido a la ausencia de partes bucales en los adultos y a un desarrollo larval críptico, las diagnosis de los géneros de este grupo son someras y se basan en un número limitado de caracteres, que incluye el número de urosomitas de la hembra, la posición relativa de la papila oral sobre el cefalotórax, el número de setas caudales y el desarrollo de los ojos.

## Morfología

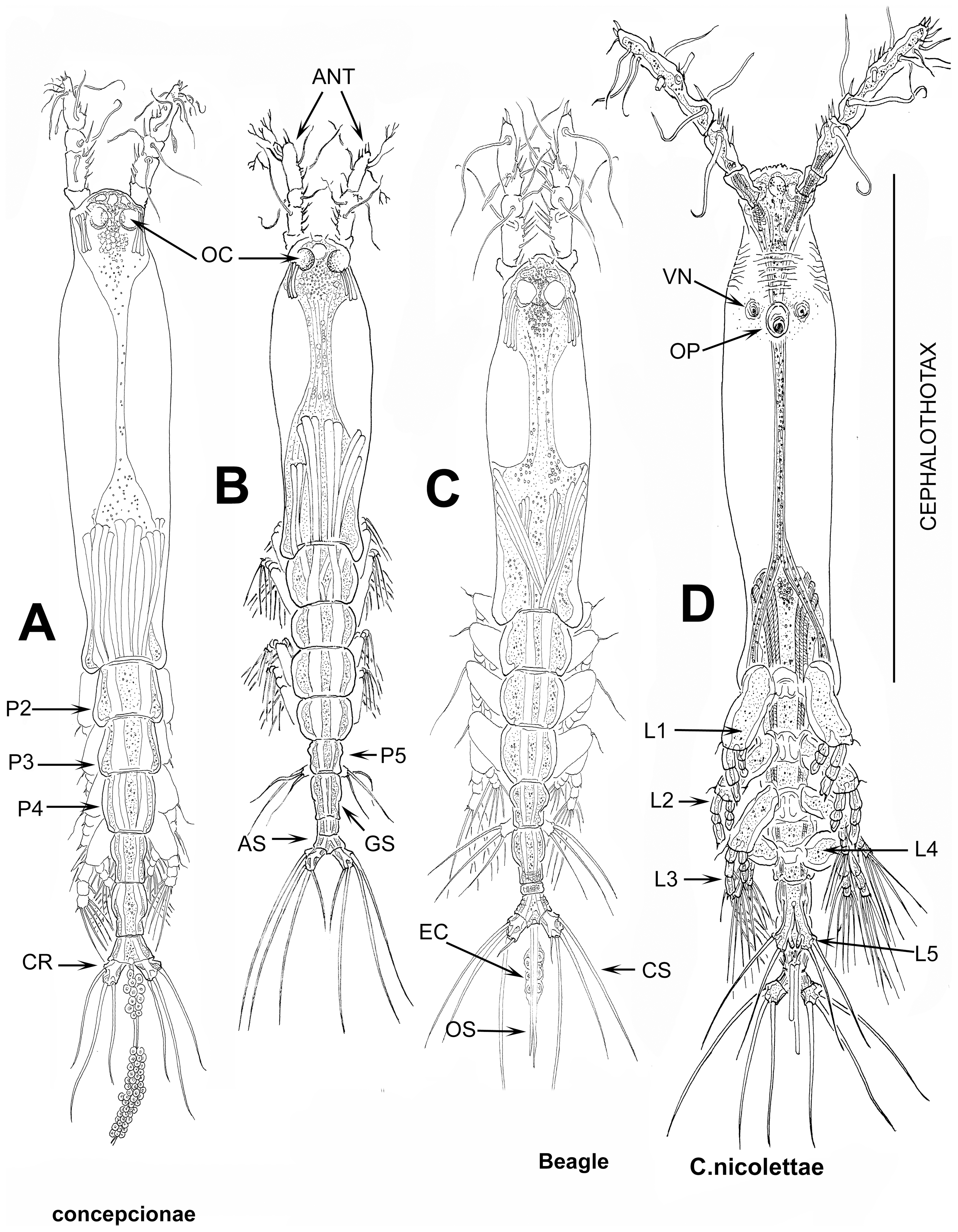
Plan corporal generalizado y diferentes formas corporales de una hembra Monstrilloida.

Su tamaño varia de entre 2 a 2,7 mm en hembras y 1,3 a 1,7 mm en los machos. Su cuerpo se divide en el prosoma, compuesto por el cefalosoma y hasta el cuarto segmento pedígero, y el urosoma, que está formado por tres (Cymbasoma) o cuatro (Monstrilla y Monstrillopsis) somitas en hembras y cuatro (Cymbasoma) o cinco (Monstrilla y Monstrillopsis) en machos e incluye el quinto segmento pedígero. Los adultos no poseen apéndices cefálicos (exceptuando las anténulas).
Las anténulas son rectas y apuntan hacia la parte anterior del cuerpo, su estructura tiene patrones característicos de segmentación y setación reducida.Las anténulas de las hembras se componen de cuatro segmentos, en algunas especies la segmentación puede ser débil, o puede haber una fusión parcial de los segmentos 3 y 4, también pueden tener constricciones y protuberancias o reticulación profunda. En los machos estas poseen cinco segmentos, en los primeros cuatro se encuentra el mismo patrón de setación que en las hembras. La anténula posee una modificación, la geniculación distal, esta tiene un solo segmento con hasta 12 elementos setales. Se pueden encontrar varios tipos de antenulas en machos, sin modificaciones en el segmento distal, con proceso hialino en el margen distal del segmento que se estrecha distalmente para formar una punta con forma de sable, con filas transversales distales y de bordes aserrados, y con filas vestigiales.
La papila oral se encuentra en el lado anterior, la posición de esta ayuda a separar los géneros, por ejemplo en Cymbasoma y Maemonstrilla la papila oral se encuentra en la parte anterior. En la fase endoparasitaria despliegan unos tubos pareados, a través de los cuales absorben los nutrientes, esto deja cicatrices que permanecen el los adultos en la zona perioral, estas varían en tamaño, posición y ornamentación (estrías o surcos). La ornamentación cuticular del cefalotórax puede variar, puede ser una reticulación simple y somera, o más compleja y profunda, también se puede encontrar una franja de estrías cuticulares en todo el cuerpo que cubre casi la mitad del cefalotórax. En algunos casos la franja es reducida. Los adultos no presentan piezas bucales.  
Además, tienen cuatro pares de patas natatorias usadas para locomoción, las cuales están compuestas de setas y espinas. Una característica importante del desarrollo de los Monstrilloida es que durante la etapa de copepodito pierden una seta exopodal. En cuanto a la estructura de las setas generalmente son lisas pero esto se exceptúa en algunas especies de Maemonstrilla,  en este género también sus placas coxales son protuberantes en las patas 1-4.

## Reproducción
Los machos tienen un órgano copulador el cual permite que se les identifique fácilmente. Este órgano hace parte del complejo genital y está formado por "lappets" que son procesos distales ubicados en un eje basal; los lappets tienen distintas formas por ejemplo en forma de hoja. En el somita genital sobresale una base de la cual surgen los lappets, también el interior de estos es crenulado y su exterior corrugado. Por último, el órgano genital de este género esta conectado a los conductos espermáticos.

## Ciclo de vida
El ciclo de vida es completo y representa el exitoso resultado evolutivo de enfrentarse a tres distintos tipos de hábitat, el planctónico, el bentónico y el endoparasitario. El monstrilloida es uno de los órdenes menos conocidos entre los Copépodos ya que son parásitos durante su fase juvenil y parte de la etapa adulta. Durante los primeros estados de nauplio son endoparásitos principalmente de invertebrados marinos bentónicos como poliquetos errantes de las familias Capitellidae, Serpulidae, Spionida y Syllidae. En moluscos gasterópodos y bivalvos se introducen en huésped hasta localizarse en el torrente sanguíneo donde se desarrollan hasta alcanzar la fase preadulta, en su fase adulta son organismos planctónicos de vida libre carentes de boca y ano; comúnmente capturados en zonas neríticas y costeras desde los trópicos hasta latitudes altas.
Actualmente se desconoce con exactitud cómo los Monstrilloida realizan a sus hospederos pero se supone que lo hacen de una forma muy similar a los demás copepodos parásitos. Usan las mandíbulas de la primera etapa naupliar y las antenas como herramientas para adherirse y luego poder penetrar en el organismo, en esta etapa dentro del hospedero se convierten en algo similar a una larva, con este desarrollo generan unas "raíces"  para poder absorber los nutrientes del hospedero. Posteriormente, en la fase llamada copepodito V, abandona al hospedero para finalmente ser adulto y unirse a las columnas de agua.

## Alimentación
Los monstrilloides son parásitos protoleanos, ya que tienen una fase endoparasita y una de vida libre. En las etapas post naupliar y juvenil son endoparásitos de algunos grupos de invertebrados bentónicos marinos, la primera fase naupliar y la etapa adulta son planctónicas de vida libre. El primer estadio naupliar localiza al potencial hospedero y se adhiere a él, (se presume que usa sus mandíbulas con garras terminales y las antenas para atravesar la pared corporal del huésped) después de la infección en las siguientes etapas naupliares se alimenta de su propio vitelo hasta que se desarrollan los tubos pareados que utiliza para absorber los nutrientes, pueden tener de 1 a 3 pares de tubos de alimentación. En huéspedes poliquetos se ubican en el eje principal de este con su superficie ventral hacia el sistema digestivo y el extremo cefálico hacia la parte posterior del cuerpo.
Crecen dentro del huésped hasta su última fase juvenil ( copepodito V ) y entonces sale del cuerpo a través de la pared corporal. Este parasitismo puede causarle al huésped infiltración hemocítica, hinchazón y castración.
Sus huéspedes ( invertebrados de varias familias de poliquetos, moluscos gastrópodos y bivalvos, e incluso esponjas) suelen ser sésiles o sedentarios y gregarios lo que debería favorecer el mantenimiento local de la fauna parasitaria y es una ventaja para encontrar posibles huéspedes sin necesidad de dispersión a larga distancia.

## Distribución y Hábitat

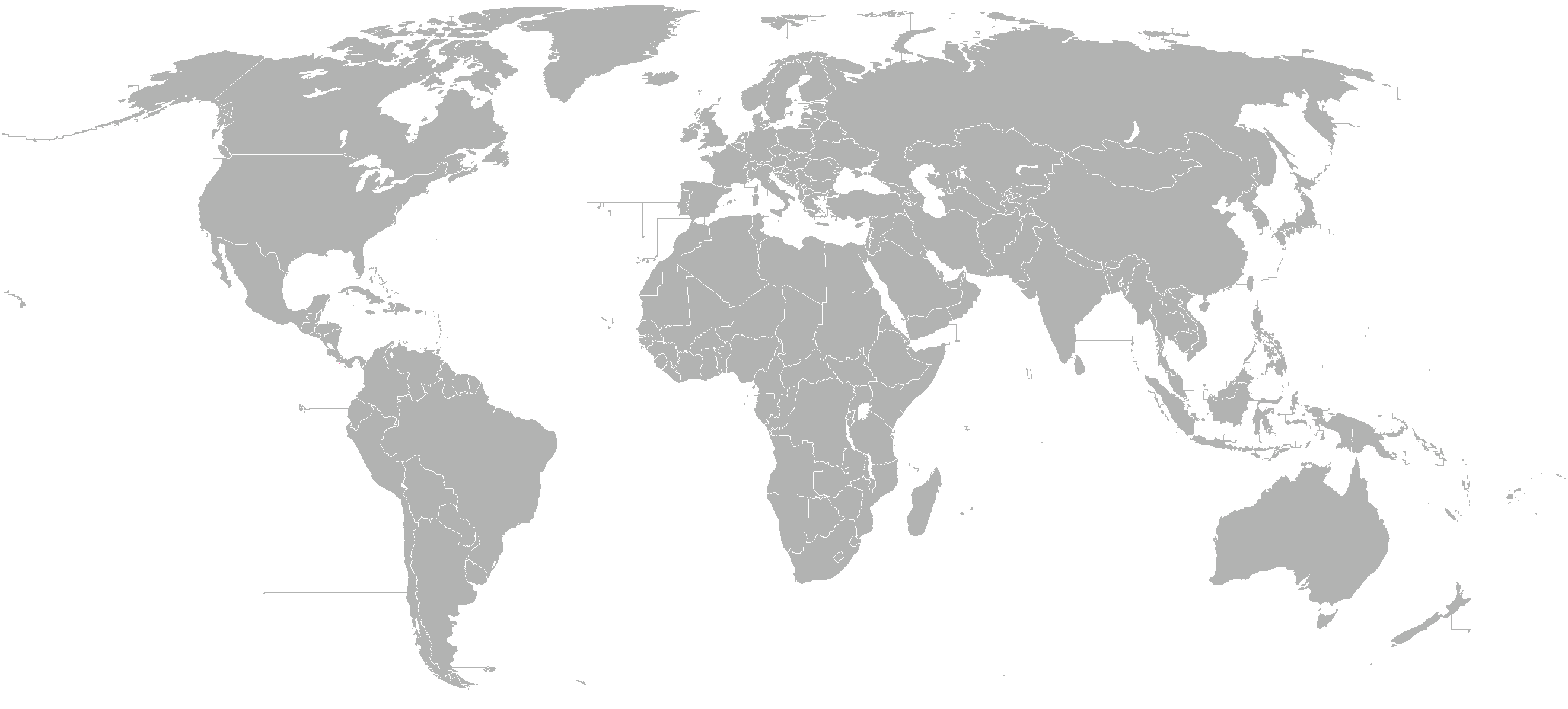
Distribución cosmopolita

Tanto la distribución como la diversidad de Monstrilloida es poco conocida y subestimada, debido a su simplicidad morfológica, descripciones incompletas, problemas de nomenclatura y dificultades para relacionar machos y hembras de una misma especie. Sin embargo, en general este género tiene una distribución cosmopolita con preferencia a las aguas templadas y frías. Las regiones con mayor riqueza de especies son: las aguas europeas del Atlántico del norte (32 especies), el Mar Caribe y el Golfo de México (24), el Mediterráneo y el Mar Negro (19), Indonesia, Malasia y Filipinas (17), aguas del Japón (17) y Brasil-Argentina (16).
Las especies del orden Monstrilloida son más diversas y abundantes en ambientes de arrecife de coral, además se ha informado que pueden presentar picos de abundancia estacionales cuando se encuentran en su fase adulta, por ejemplo, en un estuario brasileño son abundantes durante el periodo seco y escasos durante el periodo lluvioso.

## Taxonomía
Los principales caracteres taxonómicos utilizados para identificar los Monstrilloida incluyen el número de setas caudales, la forma y proporciones de su cuerpo, la longitud de la antena, el desarrollo de los ojos y la posición de la papila oral. El orden comprende una familia que a su vez tiene cinco géneros:
- Orden Monstrilloida Sars, 1901
  - Familia Monstrillidae Dana, 1849
    - Monstrilla Dana,1849
    - Monstrillopsis G. O. Sars, 1921
    - Caromiobenella Jeon, W Lee & Soh, 2018
    - Cymbasoma Thompson I.C., 1888
    - Maemonstrilla Grygier & Ohtsuka, 2008

## Filogenia
Teniendo en cuenta revisiones y análisis moleculares recientes existe evidencia que reafirma a Monstrilloida como un orden monofilético que forma un grupo hermano con los siphonostomatoida en un mismo clado. Existen caracteres únicos en Monstrilloida tales como el hecho que la fase infecciosa sea la nauplio en lugar de la copepodito como existe en otros grupos, la presencia de una estructura bucal en la fase nauplio así como el desarrollo endoparasitario de esa misma fase, el desarrollo distintivo de las patas natatorias con finalización temprana. Sin embargo comparte caracteres raros con otros organismos de la subclase Copepoda tales como la falta de piezas bucales, antena y función de las mismas en adultos al igual que en miembros de la familia Thaumatopsyllidae de los Cyclopodia, o el hecho de tener un modo dual de parasitismo como en algunos taxones de Cyclopodia y Siphonostomatoida
|  | Platycopioida |
|  |               |

|  | Gelyelloida                                                                                  |
|  |                                                                                              |
|  | \| \| Harpacticoida (Oligoarthra) \| \| \| \| \| \| Cyclopodia+Poecilostomatoida \| \| \| \| |
|  |                                                                                              |
|  | Harpacticoida (Oligoarthra)                                                                  |
|  |                                                                                              |
|  | Cyclopodia+Poecilostomatoida                                                                 |
|  |                                                                                              |

|  | Harpacticoida (Oligoarthra)  |
|  |                              |
|  | Cyclopodia+Poecilostomatoida |
|  |                              |

|  | Gelyelloida                                                                                  |
|  |                                                                                              |
|  | \| \| Harpacticoida (Oligoarthra) \| \| \| \| \| \| Cyclopodia+Poecilostomatoida \| \| \| \| |
|  |                                                                                              |
|  | Harpacticoida (Oligoarthra)                                                                  |
|  |                                                                                              |
|  | Cyclopodia+Poecilostomatoida                                                                 |
|  |                                                                                              |

|  | Harpacticoida (Oligoarthra)  |
|  |                              |
|  | Cyclopodia+Poecilostomatoida |
|  |                              |

|  | Mormonilloida                                                       |
|  |                                                                     |
|  | \| \| Monstrilloida \| \| \| \| \| \| Siphonostomatoida \| \| \| \| |
|  |                                                                     |
|  | Monstrilloida                                                       |
|  |                                                                     |
|  | Siphonostomatoida                                                   |
|  |                                                                     |

|  | Monstrilloida     |
|  |                   |
|  | Siphonostomatoida |
|  |                   |

|  | Gelyelloida                                                                                  |
|  |                                                                                              |
|  | \| \| Harpacticoida (Oligoarthra) \| \| \| \| \| \| Cyclopodia+Poecilostomatoida \| \| \| \| |
|  |                                                                                              |
|  | Harpacticoida (Oligoarthra)                                                                  |
|  |                                                                                              |
|  | Cyclopodia+Poecilostomatoida                                                                 |
|  |                                                                                              |

|  | Harpacticoida (Oligoarthra)  |
|  |                              |
|  | Cyclopodia+Poecilostomatoida |
|  |                              |

|  | Gelyelloida                                                                                  |
|  |                                                                                              |
|  | \| \| Harpacticoida (Oligoarthra) \| \| \| \| \| \| Cyclopodia+Poecilostomatoida \| \| \| \| |
|  |                                                                                              |
|  | Harpacticoida (Oligoarthra)                                                                  |
|  |                                                                                              |
|  | Cyclopodia+Poecilostomatoida                                                                 |
|  |                                                                                              |

|  | Harpacticoida (Oligoarthra)  |
|  |                              |
|  | Cyclopodia+Poecilostomatoida |
|  |                              |

|  | Mormonilloida                                                       |
|  |                                                                     |
|  | \| \| Monstrilloida \| \| \| \| \| \| Siphonostomatoida \| \| \| \| |
|  |                                                                     |
|  | Monstrilloida                                                       |
|  |                                                                     |
|  | Siphonostomatoida                                                   |
|  |                                                                     |

|  | Monstrilloida     |
|  |                   |
|  | Siphonostomatoida |
|  |                   |

|  | Gelyelloida                                                                                  |
|  |                                                                                              |
|  | \| \| Harpacticoida (Oligoarthra) \| \| \| \| \| \| Cyclopodia+Poecilostomatoida \| \| \| \| |
|  |                                                                                              |
|  | Harpacticoida (Oligoarthra)                                                                  |
|  |                                                                                              |
|  | Cyclopodia+Poecilostomatoida                                                                 |
|  |                                                                                              |

|  | Harpacticoida (Oligoarthra)  |
|  |                              |
|  | Cyclopodia+Poecilostomatoida |
|  |                              |

|  | Gelyelloida                                                                                  |
|  |                                                                                              |
|  | \| \| Harpacticoida (Oligoarthra) \| \| \| \| \| \| Cyclopodia+Poecilostomatoida \| \| \| \| |
|  |                                                                                              |
|  | Harpacticoida (Oligoarthra)                                                                  |
|  |                                                                                              |
|  | Cyclopodia+Poecilostomatoida                                                                 |
|  |                                                                                              |

|  | Harpacticoida (Oligoarthra)  |
|  |                              |
|  | Cyclopodia+Poecilostomatoida |
|  |                              |

|  | Mormonilloida                                                       |
|  |                                                                     |
|  | \| \| Monstrilloida \| \| \| \| \| \| Siphonostomatoida \| \| \| \| |
|  |                                                                     |
|  | Monstrilloida                                                       |
|  |                                                                     |
|  | Siphonostomatoida                                                   |
|  |                                                                     |

|  | Monstrilloida     |
|  |                   |
|  | Siphonostomatoida |
|  |                   |

|  | Gelyelloida                                                                                  |
|  |                                                                                              |
|  | \| \| Harpacticoida (Oligoarthra) \| \| \| \| \| \| Cyclopodia+Poecilostomatoida \| \| \| \| |
|  |                                                                                              |
|  | Harpacticoida (Oligoarthra)                                                                  |
|  |                                                                                              |
|  | Cyclopodia+Poecilostomatoida                                                                 |
|  |                                                                                              |

|  | Harpacticoida (Oligoarthra)  |
|  |                              |
|  | Cyclopodia+Poecilostomatoida |
|  |                              |

|  | Gelyelloida                                                                                  |
|  |                                                                                              |
|  | \| \| Harpacticoida (Oligoarthra) \| \| \| \| \| \| Cyclopodia+Poecilostomatoida \| \| \| \| |
|  |                                                                                              |
|  | Harpacticoida (Oligoarthra)                                                                  |
|  |                                                                                              |
|  | Cyclopodia+Poecilostomatoida                                                                 |
|  |                                                                                              |

|  | Harpacticoida (Oligoarthra)  |
|  |                              |
|  | Cyclopodia+Poecilostomatoida |
|  |                              |

|  | Mormonilloida                                                       |
|  |                                                                     |
|  | \| \| Monstrilloida \| \| \| \| \| \| Siphonostomatoida \| \| \| \| |
|  |                                                                     |
|  | Monstrilloida                                                       |
|  |                                                                     |
|  | Siphonostomatoida                                                   |
|  |                                                                     |

|  | Monstrilloida     |
|  |                   |
|  | Siphonostomatoida |
|  |                   |

|  | Gelyelloida                                                                                  |
|  |                                                                                              |
|  | \| \| Harpacticoida (Oligoarthra) \| \| \| \| \| \| Cyclopodia+Poecilostomatoida \| \| \| \| |
|  |                                                                                              |
|  | Harpacticoida (Oligoarthra)                                                                  |
|  |                                                                                              |
|  | Cyclopodia+Poecilostomatoida                                                                 |
|  |                                                                                              |

|  | Harpacticoida (Oligoarthra)  |
|  |                              |
|  | Cyclopodia+Poecilostomatoida |
|  |                              |

|  | Gelyelloida                                                                                  |
|  |                                                                                              |
|  | \| \| Harpacticoida (Oligoarthra) \| \| \| \| \| \| Cyclopodia+Poecilostomatoida \| \| \| \| |
|  |                                                                                              |
|  | Harpacticoida (Oligoarthra)                                                                  |
|  |                                                                                              |
|  | Cyclopodia+Poecilostomatoida                                                                 |
|  |                                                                                              |

|  | Harpacticoida (Oligoarthra)  |
|  |                              |
|  | Cyclopodia+Poecilostomatoida |
|  |                              |

|  | Mormonilloida                                                       |
|  |                                                                     |
|  | \| \| Monstrilloida \| \| \| \| \| \| Siphonostomatoida \| \| \| \| |
|  |                                                                     |
|  | Monstrilloida                                                       |
|  |                                                                     |
|  | Siphonostomatoida                                                   |
|  |                                                                     |

|  | Monstrilloida     |
|  |                   |
|  | Siphonostomatoida |
|  |                   |

|  | Gelyelloida                                                                                  |
|  |                                                                                              |
|  | \| \| Harpacticoida (Oligoarthra) \| \| \| \| \| \| Cyclopodia+Poecilostomatoida \| \| \| \| |
|  |                                                                                              |
|  | Harpacticoida (Oligoarthra)                                                                  |
|  |                                                                                              |
|  | Cyclopodia+Poecilostomatoida                                                                 |
|  |                                                                                              |

|  | Harpacticoida (Oligoarthra)  |
|  |                              |
|  | Cyclopodia+Poecilostomatoida |
|  |                              |

|  | Gelyelloida                                                                                  |
|  |                                                                                              |
|  | \| \| Harpacticoida (Oligoarthra) \| \| \| \| \| \| Cyclopodia+Poecilostomatoida \| \| \| \| |
|  |                                                                                              |
|  | Harpacticoida (Oligoarthra)                                                                  |
|  |                                                                                              |
|  | Cyclopodia+Poecilostomatoida                                                                 |
|  |                                                                                              |

|  | Harpacticoida (Oligoarthra)  |
|  |                              |
|  | Cyclopodia+Poecilostomatoida |
|  |                              |

|  | Mormonilloida                                                       |
|  |                                                                     |
|  | \| \| Monstrilloida \| \| \| \| \| \| Siphonostomatoida \| \| \| \| |
|  |                                                                     |
|  | Monstrilloida                                                       |
|  |                                                                     |
|  | Siphonostomatoida                                                   |
|  |                                                                     |

|  | Monstrilloida     |
|  |                   |
|  | Siphonostomatoida |
|  |                   |

|  | Gelyelloida                                                                                  |
|  |                                                                                              |
|  | \| \| Harpacticoida (Oligoarthra) \| \| \| \| \| \| Cyclopodia+Poecilostomatoida \| \| \| \| |
|  |                                                                                              |
|  | Harpacticoida (Oligoarthra)                                                                  |
|  |                                                                                              |
|  | Cyclopodia+Poecilostomatoida                                                                 |
|  |                                                                                              |

|  | Harpacticoida (Oligoarthra)  |
|  |                              |
|  | Cyclopodia+Poecilostomatoida |
|  |                              |

|  | Gelyelloida                                                                                  |
|  |                                                                                              |
|  | \| \| Harpacticoida (Oligoarthra) \| \| \| \| \| \| Cyclopodia+Poecilostomatoida \| \| \| \| |
|  |                                                                                              |
|  | Harpacticoida (Oligoarthra)                                                                  |
|  |                                                                                              |
|  | Cyclopodia+Poecilostomatoida                                                                 |
|  |                                                                                              |

|  | Harpacticoida (Oligoarthra)  |
|  |                              |
|  | Cyclopodia+Poecilostomatoida |
|  |                              |

|  | Mormonilloida                                                       |
|  |                                                                     |
|  | \| \| Monstrilloida \| \| \| \| \| \| Siphonostomatoida \| \| \| \| |
|  |                                                                     |
|  | Monstrilloida                                                       |
|  |                                                                     |
|  | Siphonostomatoida                                                   |
|  |                                                                     |

|  | Monstrilloida     |
|  |                   |
|  | Siphonostomatoida |
|  |                   |

|  | Gelyelloida                                                                                  |
|  |                                                                                              |
|  | \| \| Harpacticoida (Oligoarthra) \| \| \| \| \| \| Cyclopodia+Poecilostomatoida \| \| \| \| |
|  |                                                                                              |
|  | Harpacticoida (Oligoarthra)                                                                  |
|  |                                                                                              |
|  | Cyclopodia+Poecilostomatoida                                                                 |
|  |                                                                                              |

|  | Harpacticoida (Oligoarthra)  |
|  |                              |
|  | Cyclopodia+Poecilostomatoida |
|  |                              |

|  | Gelyelloida                                                                                  |
|  |                                                                                              |
|  | \| \| Harpacticoida (Oligoarthra) \| \| \| \| \| \| Cyclopodia+Poecilostomatoida \| \| \| \| |
|  |                                                                                              |
|  | Harpacticoida (Oligoarthra)                                                                  |
|  |                                                                                              |
|  | Cyclopodia+Poecilostomatoida                                                                 |
|  |                                                                                              |

|  | Harpacticoida (Oligoarthra)  |
|  |                              |
|  | Cyclopodia+Poecilostomatoida |
|  |                              |

|  | Mormonilloida                                                       |
|  |                                                                     |
|  | \| \| Monstrilloida \| \| \| \| \| \| Siphonostomatoida \| \| \| \| |
|  |                                                                     |
|  | Monstrilloida                                                       |
|  |                                                                     |
|  | Siphonostomatoida                                                   |
|  |                                                                     |

|  | Monstrilloida     |
|  |                   |
|  | Siphonostomatoida |
|  |                   |

|  | Platycopioida |
|  |               |

|  | Gelyelloida                                                                                  |
|  |                                                                                              |
|  | \| \| Harpacticoida (Oligoarthra) \| \| \| \| \| \| Cyclopodia+Poecilostomatoida \| \| \| \| |
|  |                                                                                              |
|  | Harpacticoida (Oligoarthra)                                                                  |
|  |                                                                                              |
|  | Cyclopodia+Poecilostomatoida                                                                 |
|  |                                                                                              |

|  | Harpacticoida (Oligoarthra)  |
|  |                              |
|  | Cyclopodia+Poecilostomatoida |
|  |                              |

|  | Gelyelloida                                                                                  |
|  |                                                                                              |
|  | \| \| Harpacticoida (Oligoarthra) \| \| \| \| \| \| Cyclopodia+Poecilostomatoida \| \| \| \| |
|  |                                                                                              |
|  | Harpacticoida (Oligoarthra)                                                                  |
|  |                                                                                              |
|  | Cyclopodia+Poecilostomatoida                                                                 |
|  |                                                                                              |

|  | Harpacticoida (Oligoarthra)  |
|  |                              |
|  | Cyclopodia+Poecilostomatoida |
|  |                              |

|  | Mormonilloida                                                       |
|  |                                                                     |
|  | \| \| Monstrilloida \| \| \| \| \| \| Siphonostomatoida \| \| \| \| |
|  |                                                                     |
|  | Monstrilloida                                                       |
|  |                                                                     |
|  | Siphonostomatoida                                                   |
|  |                                                                     |

|  | Monstrilloida     |
|  |                   |
|  | Siphonostomatoida |
|  |                   |

|  | Gelyelloida                                                                                  |
|  |                                                                                              |
|  | \| \| Harpacticoida (Oligoarthra) \| \| \| \| \| \| Cyclopodia+Poecilostomatoida \| \| \| \| |
|  |                                                                                              |
|  | Harpacticoida (Oligoarthra)                                                                  |
|  |                                                                                              |
|  | Cyclopodia+Poecilostomatoida                                                                 |
|  |                                                                                              |

|  | Harpacticoida (Oligoarthra)  |
|  |                              |
|  | Cyclopodia+Poecilostomatoida |
|  |                              |

|  | Gelyelloida                                                                                  |
|  |                                                                                              |
|  | \| \| Harpacticoida (Oligoarthra) \| \| \| \| \| \| Cyclopodia+Poecilostomatoida \| \| \| \| |
|  |                                                                                              |
|  | Harpacticoida (Oligoarthra)                                                                  |
|  |                                                                                              |
|  | Cyclopodia+Poecilostomatoida                                                                 |
|  |                                                                                              |

|  | Harpacticoida (Oligoarthra)  |
|  |                              |
|  | Cyclopodia+Poecilostomatoida |
|  |                              |

|  | Mormonilloida                                                       |
|  |                                                                     |
|  | \| \| Monstrilloida \| \| \| \| \| \| Siphonostomatoida \| \| \| \| |
|  |                                                                     |
|  | Monstrilloida                                                       |
|  |                                                                     |
|  | Siphonostomatoida                                                   |
|  |                                                                     |

|  | Monstrilloida     |
|  |                   |
|  | Siphonostomatoida |
|  |                   |

|  | Gelyelloida                                                                                  |
|  |                                                                                              |
|  | \| \| Harpacticoida (Oligoarthra) \| \| \| \| \| \| Cyclopodia+Poecilostomatoida \| \| \| \| |
|  |                                                                                              |
|  | Harpacticoida (Oligoarthra)                                                                  |
|  |                                                                                              |
|  | Cyclopodia+Poecilostomatoida                                                                 |
|  |                                                                                              |

|  | Harpacticoida (Oligoarthra)  |
|  |                              |
|  | Cyclopodia+Poecilostomatoida |
|  |                              |

|  | Gelyelloida                                                                                  |
|  |                                                                                              |
|  | \| \| Harpacticoida (Oligoarthra) \| \| \| \| \| \| Cyclopodia+Poecilostomatoida \| \| \| \| |
|  |                                                                                              |
|  | Harpacticoida (Oligoarthra)                                                                  |
|  |                                                                                              |
|  | Cyclopodia+Poecilostomatoida                                                                 |
|  |                                                                                              |

|  | Harpacticoida (Oligoarthra)  |
|  |                              |
|  | Cyclopodia+Poecilostomatoida |
|  |                              |

|  | Mormonilloida                                                       |
|  |                                                                     |
|  | \| \| Monstrilloida \| \| \| \| \| \| Siphonostomatoida \| \| \| \| |
|  |                                                                     |
|  | Monstrilloida                                                       |
|  |                                                                     |
|  | Siphonostomatoida                                                   |
|  |                                                                     |

|  | Monstrilloida     |
|  |                   |
|  | Siphonostomatoida |
|  |                   |

|  | Gelyelloida                                                                                  |
|  |                                                                                              |
|  | \| \| Harpacticoida (Oligoarthra) \| \| \| \| \| \| Cyclopodia+Poecilostomatoida \| \| \| \| |
|  |                                                                                              |
|  | Harpacticoida (Oligoarthra)                                                                  |
|  |                                                                                              |
|  | Cyclopodia+Poecilostomatoida                                                                 |
|  |                                                                                              |

|  | Harpacticoida (Oligoarthra)  |
|  |                              |
|  | Cyclopodia+Poecilostomatoida |
|  |                              |

|  | Gelyelloida                                                                                  |
|  |                                                                                              |
|  | \| \| Harpacticoida (Oligoarthra) \| \| \| \| \| \| Cyclopodia+Poecilostomatoida \| \| \| \| |
|  |                                                                                              |
|  | Harpacticoida (Oligoarthra)                                                                  |
|  |                                                                                              |
|  | Cyclopodia+Poecilostomatoida                                                                 |
|  |                                                                                              |

|  | Harpacticoida (Oligoarthra)  |
|  |                              |
|  | Cyclopodia+Poecilostomatoida |
|  |                              |

|  | Mormonilloida                                                       |
|  |                                                                     |
|  | \| \| Monstrilloida \| \| \| \| \| \| Siphonostomatoida \| \| \| \| |
|  |                                                                     |
|  | Monstrilloida                                                       |
|  |                                                                     |
|  | Siphonostomatoida                                                   |
|  |                                                                     |

|  | Monstrilloida     |
|  |                   |
|  | Siphonostomatoida |
|  |                   |

|  | Gelyelloida                                                                                  |
|  |                                                                                              |
|  | \| \| Harpacticoida (Oligoarthra) \| \| \| \| \| \| Cyclopodia+Poecilostomatoida \| \| \| \| |
|  |                                                                                              |
|  | Harpacticoida (Oligoarthra)                                                                  |
|  |                                                                                              |
|  | Cyclopodia+Poecilostomatoida                                                                 |
|  |                                                                                              |

|  | Harpacticoida (Oligoarthra)  |
|  |                              |
|  | Cyclopodia+Poecilostomatoida |
|  |                              |

|  | Gelyelloida                                                                                  |
|  |                                                                                              |
|  | \| \| Harpacticoida (Oligoarthra) \| \| \| \| \| \| Cyclopodia+Poecilostomatoida \| \| \| \| |
|  |                                                                                              |
|  | Harpacticoida (Oligoarthra)                                                                  |
|  |                                                                                              |
|  | Cyclopodia+Poecilostomatoida                                                                 |
|  |                                                                                              |

|  | Harpacticoida (Oligoarthra)  |
|  |                              |
|  | Cyclopodia+Poecilostomatoida |
|  |                              |

|  | Mormonilloida                                                       |
|  |                                                                     |
|  | \| \| Monstrilloida \| \| \| \| \| \| Siphonostomatoida \| \| \| \| |
|  |                                                                     |
|  | Monstrilloida                                                       |
|  |                                                                     |
|  | Siphonostomatoida                                                   |
|  |                                                                     |

|  | Monstrilloida     |
|  |                   |
|  | Siphonostomatoida |
|  |                   |

|  | Gelyelloida                                                                                  |
|  |                                                                                              |
|  | \| \| Harpacticoida (Oligoarthra) \| \| \| \| \| \| Cyclopodia+Poecilostomatoida \| \| \| \| |
|  |                                                                                              |
|  | Harpacticoida (Oligoarthra)                                                                  |
|  |                                                                                              |
|  | Cyclopodia+Poecilostomatoida                                                                 |
|  |                                                                                              |

|  | Harpacticoida (Oligoarthra)  |
|  |                              |
|  | Cyclopodia+Poecilostomatoida |
|  |                              |

|  | Gelyelloida                                                                                  |
|  |                                                                                              |
|  | \| \| Harpacticoida (Oligoarthra) \| \| \| \| \| \| Cyclopodia+Poecilostomatoida \| \| \| \| |
|  |                                                                                              |
|  | Harpacticoida (Oligoarthra)                                                                  |
|  |                                                                                              |
|  | Cyclopodia+Poecilostomatoida                                                                 |
|  |                                                                                              |

|  | Harpacticoida (Oligoarthra)  |
|  |                              |
|  | Cyclopodia+Poecilostomatoida |
|  |                              |

|  | Mormonilloida                                                       |
|  |                                                                     |
|  | \| \| Monstrilloida \| \| \| \| \| \| Siphonostomatoida \| \| \| \| |
|  |                                                                     |
|  | Monstrilloida                                                       |
|  |                                                                     |
|  | Siphonostomatoida                                                   |
|  |                                                                     |

|  | Monstrilloida     |
|  |                   |
|  | Siphonostomatoida |
|  |                   |

|  | Gelyelloida                                                                                  |
|  |                                                                                              |
|  | \| \| Harpacticoida (Oligoarthra) \| \| \| \| \| \| Cyclopodia+Poecilostomatoida \| \| \| \| |
|  |                                                                                              |
|  | Harpacticoida (Oligoarthra)                                                                  |
|  |                                                                                              |
|  | Cyclopodia+Poecilostomatoida                                                                 |
|  |                                                                                              |

|  | Harpacticoida (Oligoarthra)  |
|  |                              |
|  | Cyclopodia+Poecilostomatoida |
|  |                              |

|  | Gelyelloida                                                                                  |
|  |                                                                                              |
|  | \| \| Harpacticoida (Oligoarthra) \| \| \| \| \| \| Cyclopodia+Poecilostomatoida \| \| \| \| |
|  |                                                                                              |
|  | Harpacticoida (Oligoarthra)                                                                  |
|  |                                                                                              |
|  | Cyclopodia+Poecilostomatoida                                                                 |
|  |                                                                                              |

|  | Harpacticoida (Oligoarthra)  |
|  |                              |
|  | Cyclopodia+Poecilostomatoida |
|  |                              |

|  | Mormonilloida                                                       |
|  |                                                                     |
|  | \| \| Monstrilloida \| \| \| \| \| \| Siphonostomatoida \| \| \| \| |
|  |                                                                     |
|  | Monstrilloida                                                       |
|  |                                                                     |
|  | Siphonostomatoida                                                   |
|  |                                                                     |

|  | Monstrilloida     |
|  |                   |
|  | Siphonostomatoida |
|  |                   |

|  | Gelyelloida                                                                                  |
|  |                                                                                              |
|  | \| \| Harpacticoida (Oligoarthra) \| \| \| \| \| \| Cyclopodia+Poecilostomatoida \| \| \| \| |
|  |                                                                                              |
|  | Harpacticoida (Oligoarthra)                                                                  |
|  |                                                                                              |
|  | Cyclopodia+Poecilostomatoida                                                                 |
|  |                                                                                              |

|  | Harpacticoida (Oligoarthra)  |
|  |                              |
|  | Cyclopodia+Poecilostomatoida |
|  |                              |

|  | Gelyelloida                                                                                  |
|  |                                                                                              |
|  | \| \| Harpacticoida (Oligoarthra) \| \| \| \| \| \| Cyclopodia+Poecilostomatoida \| \| \| \| |
|  |                                                                                              |
|  | Harpacticoida (Oligoarthra)                                                                  |
|  |                                                                                              |
|  | Cyclopodia+Poecilostomatoida                                                                 |
|  |                                                                                              |

|  | Harpacticoida (Oligoarthra)  |
|  |                              |
|  | Cyclopodia+Poecilostomatoida |
|  |                              |

|  | Mormonilloida                                                       |
|  |                                                                     |
|  | \| \| Monstrilloida \| \| \| \| \| \| Siphonostomatoida \| \| \| \| |
|  |                                                                     |
|  | Monstrilloida                                                       |
|  |                                                                     |
|  | Siphonostomatoida                                                   |
|  |                                                                     |

|  | Monstrilloida     |
|  |                   |
|  | Siphonostomatoida |
|  |                   |

|  | Platycopioida |
|  |               |

|  | Gelyelloida                                                                                  |
|  |                                                                                              |
|  | \| \| Harpacticoida (Oligoarthra) \| \| \| \| \| \| Cyclopodia+Poecilostomatoida \| \| \| \| |
|  |                                                                                              |
|  | Harpacticoida (Oligoarthra)                                                                  |
|  |                                                                                              |
|  | Cyclopodia+Poecilostomatoida                                                                 |
|  |                                                                                              |

|  | Harpacticoida (Oligoarthra)  |
|  |                              |
|  | Cyclopodia+Poecilostomatoida |
|  |                              |

|  | Gelyelloida                                                                                  |
|  |                                                                                              |
|  | \| \| Harpacticoida (Oligoarthra) \| \| \| \| \| \| Cyclopodia+Poecilostomatoida \| \| \| \| |
|  |                                                                                              |
|  | Harpacticoida (Oligoarthra)                                                                  |
|  |                                                                                              |
|  | Cyclopodia+Poecilostomatoida                                                                 |
|  |                                                                                              |

|  | Harpacticoida (Oligoarthra)  |
|  |                              |
|  | Cyclopodia+Poecilostomatoida |
|  |                              |

|  | Mormonilloida                                                       |
|  |                                                                     |
|  | \| \| Monstrilloida \| \| \| \| \| \| Siphonostomatoida \| \| \| \| |
|  |                                                                     |
|  | Monstrilloida                                                       |
|  |                                                                     |
|  | Siphonostomatoida                                                   |
|  |                                                                     |

|  | Monstrilloida     |
|  |                   |
|  | Siphonostomatoida |
|  |                   |

|  | Gelyelloida                                                                                  |
|  |                                                                                              |
|  | \| \| Harpacticoida (Oligoarthra) \| \| \| \| \| \| Cyclopodia+Poecilostomatoida \| \| \| \| |
|  |                                                                                              |
|  | Harpacticoida (Oligoarthra)                                                                  |
|  |                                                                                              |
|  | Cyclopodia+Poecilostomatoida                                                                 |
|  |                                                                                              |

|  | Harpacticoida (Oligoarthra)  |
|  |                              |
|  | Cyclopodia+Poecilostomatoida |
|  |                              |

|  | Gelyelloida                                                                                  |
|  |                                                                                              |
|  | \| \| Harpacticoida (Oligoarthra) \| \| \| \| \| \| Cyclopodia+Poecilostomatoida \| \| \| \| |
|  |                                                                                              |
|  | Harpacticoida (Oligoarthra)                                                                  |
|  |                                                                                              |
|  | Cyclopodia+Poecilostomatoida                                                                 |
|  |                                                                                              |

|  | Harpacticoida (Oligoarthra)  |
|  |                              |
|  | Cyclopodia+Poecilostomatoida |
|  |                              |

|  | Mormonilloida                                                       |
|  |                                                                     |
|  | \| \| Monstrilloida \| \| \| \| \| \| Siphonostomatoida \| \| \| \| |
|  |                                                                     |
|  | Monstrilloida                                                       |
|  |                                                                     |
|  | Siphonostomatoida                                                   |
|  |                                                                     |

|  | Monstrilloida     |
|  |                   |
|  | Siphonostomatoida |
|  |                   |

|  | Gelyelloida                                                                                  |
|  |                                                                                              |
|  | \| \| Harpacticoida (Oligoarthra) \| \| \| \| \| \| Cyclopodia+Poecilostomatoida \| \| \| \| |
|  |                                                                                              |
|  | Harpacticoida (Oligoarthra)                                                                  |
|  |                                                                                              |
|  | Cyclopodia+Poecilostomatoida                                                                 |
|  |                                                                                              |

|  | Harpacticoida (Oligoarthra)  |
|  |                              |
|  | Cyclopodia+Poecilostomatoida |
|  |                              |

|  | Gelyelloida                                                                                  |
|  |                                                                                              |
|  | \| \| Harpacticoida (Oligoarthra) \| \| \| \| \| \| Cyclopodia+Poecilostomatoida \| \| \| \| |
|  |                                                                                              |
|  | Harpacticoida (Oligoarthra)                                                                  |
|  |                                                                                              |
|  | Cyclopodia+Poecilostomatoida                                                                 |
|  |                                                                                              |

|  | Harpacticoida (Oligoarthra)  |
|  |                              |
|  | Cyclopodia+Poecilostomatoida |
|  |                              |

|  | Mormonilloida                                                       |
|  |                                                                     |
|  | \| \| Monstrilloida \| \| \| \| \| \| Siphonostomatoida \| \| \| \| |
|  |                                                                     |
|  | Monstrilloida                                                       |
|  |                                                                     |
|  | Siphonostomatoida                                                   |
|  |                                                                     |

|  | Monstrilloida     |
|  |                   |
|  | Siphonostomatoida |
|  |                   |

|  | Gelyelloida                                                                                  |
|  |                                                                                              |
|  | \| \| Harpacticoida (Oligoarthra) \| \| \| \| \| \| Cyclopodia+Poecilostomatoida \| \| \| \| |
|  |                                                                                              |
|  | Harpacticoida (Oligoarthra)                                                                  |
|  |                                                                                              |
|  | Cyclopodia+Poecilostomatoida                                                                 |
|  |                                                                                              |

|  | Harpacticoida (Oligoarthra)  |
|  |                              |
|  | Cyclopodia+Poecilostomatoida |
|  |                              |

|  | Gelyelloida                                                                                  |
|  |                                                                                              |
|  | \| \| Harpacticoida (Oligoarthra) \| \| \| \| \| \| Cyclopodia+Poecilostomatoida \| \| \| \| |
|  |                                                                                              |
|  | Harpacticoida (Oligoarthra)                                                                  |
|  |                                                                                              |
|  | Cyclopodia+Poecilostomatoida                                                                 |
|  |                                                                                              |

|  | Harpacticoida (Oligoarthra)  |
|  |                              |
|  | Cyclopodia+Poecilostomatoida |
|  |                              |

|  | Mormonilloida                                                       |
|  |                                                                     |
|  | \| \| Monstrilloida \| \| \| \| \| \| Siphonostomatoida \| \| \| \| |
|  |                                                                     |
|  | Monstrilloida                                                       |
|  |                                                                     |
|  | Siphonostomatoida                                                   |
|  |                                                                     |

|  | Monstrilloida     |
|  |                   |
|  | Siphonostomatoida |
|  |                   |

|  | Gelyelloida                                                                                  |
|  |                                                                                              |
|  | \| \| Harpacticoida (Oligoarthra) \| \| \| \| \| \| Cyclopodia+Poecilostomatoida \| \| \| \| |
|  |                                                                                              |
|  | Harpacticoida (Oligoarthra)                                                                  |
|  |                                                                                              |
|  | Cyclopodia+Poecilostomatoida                                                                 |
|  |                                                                                              |

|  | Harpacticoida (Oligoarthra)  |
|  |                              |
|  | Cyclopodia+Poecilostomatoida |
|  |                              |

|  | Gelyelloida                                                                                  |
|  |                                                                                              |
|  | \| \| Harpacticoida (Oligoarthra) \| \| \| \| \| \| Cyclopodia+Poecilostomatoida \| \| \| \| |
|  |                                                                                              |
|  | Harpacticoida (Oligoarthra)                                                                  |
|  |                                                                                              |
|  | Cyclopodia+Poecilostomatoida                                                                 |
|  |                                                                                              |

|  | Harpacticoida (Oligoarthra)  |
|  |                              |
|  | Cyclopodia+Poecilostomatoida |
|  |                              |

|  | Mormonilloida                                                       |
|  |                                                                     |
|  | \| \| Monstrilloida \| \| \| \| \| \| Siphonostomatoida \| \| \| \| |
|  |                                                                     |
|  | Monstrilloida                                                       |
|  |                                                                     |
|  | Siphonostomatoida                                                   |
|  |                                                                     |

|  | Monstrilloida     |
|  |                   |
|  | Siphonostomatoida |
|  |                   |

|  | Gelyelloida                                                                                  |
|  |                                                                                              |
|  | \| \| Harpacticoida (Oligoarthra) \| \| \| \| \| \| Cyclopodia+Poecilostomatoida \| \| \| \| |
|  |                                                                                              |
|  | Harpacticoida (Oligoarthra)                                                                  |
|  |                                                                                              |
|  | Cyclopodia+Poecilostomatoida                                                                 |
|  |                                                                                              |

|  | Harpacticoida (Oligoarthra)  |
|  |                              |
|  | Cyclopodia+Poecilostomatoida |
|  |                              |

|  | Gelyelloida                                                                                  |
|  |                                                                                              |
|  | \| \| Harpacticoida (Oligoarthra) \| \| \| \| \| \| Cyclopodia+Poecilostomatoida \| \| \| \| |
|  |                                                                                              |
|  | Harpacticoida (Oligoarthra)                                                                  |
|  |                                                                                              |
|  | Cyclopodia+Poecilostomatoida                                                                 |
|  |                                                                                              |

|  | Harpacticoida (Oligoarthra)  |
|  |                              |
|  | Cyclopodia+Poecilostomatoida |
|  |                              |

|  | Mormonilloida                                                       |
|  |                                                                     |
|  | \| \| Monstrilloida \| \| \| \| \| \| Siphonostomatoida \| \| \| \| |
|  |                                                                     |
|  | Monstrilloida                                                       |
|  |                                                                     |
|  | Siphonostomatoida                                                   |
|  |                                                                     |

|  | Monstrilloida     |
|  |                   |
|  | Siphonostomatoida |
|  |                   |

|  | Gelyelloida                                                                                  |
|  |                                                                                              |
|  | \| \| Harpacticoida (Oligoarthra) \| \| \| \| \| \| Cyclopodia+Poecilostomatoida \| \| \| \| |
|  |                                                                                              |
|  | Harpacticoida (Oligoarthra)                                                                  |
|  |                                                                                              |
|  | Cyclopodia+Poecilostomatoida                                                                 |
|  |                                                                                              |

|  | Harpacticoida (Oligoarthra)  |
|  |                              |
|  | Cyclopodia+Poecilostomatoida |
|  |                              |

|  | Gelyelloida                                                                                  |
|  |                                                                                              |
|  | \| \| Harpacticoida (Oligoarthra) \| \| \| \| \| \| Cyclopodia+Poecilostomatoida \| \| \| \| |
|  |                                                                                              |
|  | Harpacticoida (Oligoarthra)                                                                  |
|  |                                                                                              |
|  | Cyclopodia+Poecilostomatoida                                                                 |
|  |                                                                                              |

|  | Harpacticoida (Oligoarthra)  |
|  |                              |
|  | Cyclopodia+Poecilostomatoida |
|  |                              |

|  | Mormonilloida                                                       |
|  |                                                                     |
|  | \| \| Monstrilloida \| \| \| \| \| \| Siphonostomatoida \| \| \| \| |
|  |                                                                     |
|  | Monstrilloida                                                       |
|  |                                                                     |
|  | Siphonostomatoida                                                   |
|  |                                                                     |

|  | Monstrilloida     |
|  |                   |
|  | Siphonostomatoida |
|  |                   |

|  | Gelyelloida                                                                                  |
|  |                                                                                              |
|  | \| \| Harpacticoida (Oligoarthra) \| \| \| \| \| \| Cyclopodia+Poecilostomatoida \| \| \| \| |
|  |                                                                                              |
|  | Harpacticoida (Oligoarthra)                                                                  |
|  |                                                                                              |
|  | Cyclopodia+Poecilostomatoida                                                                 |
|  |                                                                                              |

|  | Harpacticoida (Oligoarthra)  |
|  |                              |
|  | Cyclopodia+Poecilostomatoida |
|  |                              |

|  | Gelyelloida                                                                                  |
|  |                                                                                              |
|  | \| \| Harpacticoida (Oligoarthra) \| \| \| \| \| \| Cyclopodia+Poecilostomatoida \| \| \| \| |
|  |                                                                                              |
|  | Harpacticoida (Oligoarthra)                                                                  |
|  |                                                                                              |
|  | Cyclopodia+Poecilostomatoida                                                                 |
|  |                                                                                              |

|  | Harpacticoida (Oligoarthra)  |
|  |                              |
|  | Cyclopodia+Poecilostomatoida |
|  |                              |

|  | Mormonilloida                                                       |
|  |                                                                     |
|  | \| \| Monstrilloida \| \| \| \| \| \| Siphonostomatoida \| \| \| \| |
|  |                                                                     |
|  | Monstrilloida                                                       |
|  |                                                                     |
|  | Siphonostomatoida                                                   |
|  |                                                                     |

|  | Monstrilloida     |
|  |                   |
|  | Siphonostomatoida |
|  |                   |

|  | Platycopioida |
|  |               |

|  | Gelyelloida                                                                                  |
|  |                                                                                              |
|  | \| \| Harpacticoida (Oligoarthra) \| \| \| \| \| \| Cyclopodia+Poecilostomatoida \| \| \| \| |
|  |                                                                                              |
|  | Harpacticoida (Oligoarthra)                                                                  |
|  |                                                                                              |
|  | Cyclopodia+Poecilostomatoida                                                                 |
|  |                                                                                              |

|  | Harpacticoida (Oligoarthra)  |
|  |                              |
|  | Cyclopodia+Poecilostomatoida |
|  |                              |

|  | Gelyelloida                                                                                  |
|  |                                                                                              |
|  | \| \| Harpacticoida (Oligoarthra) \| \| \| \| \| \| Cyclopodia+Poecilostomatoida \| \| \| \| |
|  |                                                                                              |
|  | Harpacticoida (Oligoarthra)                                                                  |
|  |                                                                                              |
|  | Cyclopodia+Poecilostomatoida                                                                 |
|  |                                                                                              |

|  | Harpacticoida (Oligoarthra)  |
|  |                              |
|  | Cyclopodia+Poecilostomatoida |
|  |                              |

|  | Mormonilloida                                                       |
|  |                                                                     |
|  | \| \| Monstrilloida \| \| \| \| \| \| Siphonostomatoida \| \| \| \| |
|  |                                                                     |
|  | Monstrilloida                                                       |
|  |                                                                     |
|  | Siphonostomatoida                                                   |
|  |                                                                     |

|  | Monstrilloida     |
|  |                   |
|  | Siphonostomatoida |
|  |                   |

|  | Gelyelloida                                                                                  |
|  |                                                                                              |
|  | \| \| Harpacticoida (Oligoarthra) \| \| \| \| \| \| Cyclopodia+Poecilostomatoida \| \| \| \| |
|  |                                                                                              |
|  | Harpacticoida (Oligoarthra)                                                                  |
|  |                                                                                              |
|  | Cyclopodia+Poecilostomatoida                                                                 |
|  |                                                                                              |

|  | Harpacticoida (Oligoarthra)  |
|  |                              |
|  | Cyclopodia+Poecilostomatoida |
|  |                              |

|  | Gelyelloida                                                                                  |
|  |                                                                                              |
|  | \| \| Harpacticoida (Oligoarthra) \| \| \| \| \| \| Cyclopodia+Poecilostomatoida \| \| \| \| |
|  |                                                                                              |
|  | Harpacticoida (Oligoarthra)                                                                  |
|  |                                                                                              |
|  | Cyclopodia+Poecilostomatoida                                                                 |
|  |                                                                                              |

|  | Harpacticoida (Oligoarthra)  |
|  |                              |
|  | Cyclopodia+Poecilostomatoida |
|  |                              |

|  | Mormonilloida                                                       |
|  |                                                                     |
|  | \| \| Monstrilloida \| \| \| \| \| \| Siphonostomatoida \| \| \| \| |
|  |                                                                     |
|  | Monstrilloida                                                       |
|  |                                                                     |
|  | Siphonostomatoida                                                   |
|  |                                                                     |

|  | Monstrilloida     |
|  |                   |
|  | Siphonostomatoida |
|  |                   |

|  | Gelyelloida                                                                                  |
|  |                                                                                              |
|  | \| \| Harpacticoida (Oligoarthra) \| \| \| \| \| \| Cyclopodia+Poecilostomatoida \| \| \| \| |
|  |                                                                                              |
|  | Harpacticoida (Oligoarthra)                                                                  |
|  |                                                                                              |
|  | Cyclopodia+Poecilostomatoida                                                                 |
|  |                                                                                              |

|  | Harpacticoida (Oligoarthra)  |
|  |                              |
|  | Cyclopodia+Poecilostomatoida |
|  |                              |

|  | Gelyelloida                                                                                  |
|  |                                                                                              |
|  | \| \| Harpacticoida (Oligoarthra) \| \| \| \| \| \| Cyclopodia+Poecilostomatoida \| \| \| \| |
|  |                                                                                              |
|  | Harpacticoida (Oligoarthra)                                                                  |
|  |                                                                                              |
|  | Cyclopodia+Poecilostomatoida                                                                 |
|  |                                                                                              |

|  | Harpacticoida (Oligoarthra)  |
|  |                              |
|  | Cyclopodia+Poecilostomatoida |
|  |                              |

|  | Mormonilloida                                                       |
|  |                                                                     |
|  | \| \| Monstrilloida \| \| \| \| \| \| Siphonostomatoida \| \| \| \| |
|  |                                                                     |
|  | Monstrilloida                                                       |
|  |                                                                     |
|  | Siphonostomatoida                                                   |
|  |                                                                     |

|  | Monstrilloida     |
|  |                   |
|  | Siphonostomatoida |
|  |                   |

|  | Gelyelloida                                                                                  |
|  |                                                                                              |
|  | \| \| Harpacticoida (Oligoarthra) \| \| \| \| \| \| Cyclopodia+Poecilostomatoida \| \| \| \| |
|  |                                                                                              |
|  | Harpacticoida (Oligoarthra)                                                                  |
|  |                                                                                              |
|  | Cyclopodia+Poecilostomatoida                                                                 |
|  |                                                                                              |

|  | Harpacticoida (Oligoarthra)  |
|  |                              |
|  | Cyclopodia+Poecilostomatoida |
|  |                              |

|  | Gelyelloida                                                                                  |
|  |                                                                                              |
|  | \| \| Harpacticoida (Oligoarthra) \| \| \| \| \| \| Cyclopodia+Poecilostomatoida \| \| \| \| |
|  |                                                                                              |
|  | Harpacticoida (Oligoarthra)                                                                  |
|  |                                                                                              |
|  | Cyclopodia+Poecilostomatoida                                                                 |
|  |                                                                                              |

|  | Harpacticoida (Oligoarthra)  |
|  |                              |
|  | Cyclopodia+Poecilostomatoida |
|  |                              |

|  | Mormonilloida                                                       |
|  |                                                                     |
|  | \| \| Monstrilloida \| \| \| \| \| \| Siphonostomatoida \| \| \| \| |
|  |                                                                     |
|  | Monstrilloida                                                       |
|  |                                                                     |
|  | Siphonostomatoida                                                   |
|  |                                                                     |

|  | Monstrilloida     |
|  |                   |
|  | Siphonostomatoida |
|  |                   |

|  | Gelyelloida                                                                                  |
|  |                                                                                              |
|  | \| \| Harpacticoida (Oligoarthra) \| \| \| \| \| \| Cyclopodia+Poecilostomatoida \| \| \| \| |
|  |                                                                                              |
|  | Harpacticoida (Oligoarthra)                                                                  |
|  |                                                                                              |
|  | Cyclopodia+Poecilostomatoida                                                                 |
|  |                                                                                              |

|  | Harpacticoida (Oligoarthra)  |
|  |                              |
|  | Cyclopodia+Poecilostomatoida |
|  |                              |

|  | Gelyelloida                                                                                  |
|  |                                                                                              |
|  | \| \| Harpacticoida (Oligoarthra) \| \| \| \| \| \| Cyclopodia+Poecilostomatoida \| \| \| \| |
|  |                                                                                              |
|  | Harpacticoida (Oligoarthra)                                                                  |
|  |                                                                                              |
|  | Cyclopodia+Poecilostomatoida                                                                 |
|  |                                                                                              |

|  | Harpacticoida (Oligoarthra)  |
|  |                              |
|  | Cyclopodia+Poecilostomatoida |
|  |                              |

|  | Mormonilloida                                                       |
|  |                                                                     |
|  | \| \| Monstrilloida \| \| \| \| \| \| Siphonostomatoida \| \| \| \| |
|  |                                                                     |
|  | Monstrilloida                                                       |
|  |                                                                     |
|  | Siphonostomatoida                                                   |
|  |                                                                     |

|  | Monstrilloida     |
|  |                   |
|  | Siphonostomatoida |
|  |                   |

|  | Gelyelloida                                                                                  |
|  |                                                                                              |
|  | \| \| Harpacticoida (Oligoarthra) \| \| \| \| \| \| Cyclopodia+Poecilostomatoida \| \| \| \| |
|  |                                                                                              |
|  | Harpacticoida (Oligoarthra)                                                                  |
|  |                                                                                              |
|  | Cyclopodia+Poecilostomatoida                                                                 |
|  |                                                                                              |

|  | Harpacticoida (Oligoarthra)  |
|  |                              |
|  | Cyclopodia+Poecilostomatoida |
|  |                              |

|  | Gelyelloida                                                                                  |
|  |                                                                                              |
|  | \| \| Harpacticoida (Oligoarthra) \| \| \| \| \| \| Cyclopodia+Poecilostomatoida \| \| \| \| |
|  |                                                                                              |
|  | Harpacticoida (Oligoarthra)                                                                  |
|  |                                                                                              |
|  | Cyclopodia+Poecilostomatoida                                                                 |
|  |                                                                                              |

|  | Harpacticoida (Oligoarthra)  |
|  |                              |
|  | Cyclopodia+Poecilostomatoida |
|  |                              |

|  | Mormonilloida                                                       |
|  |                                                                     |
|  | \| \| Monstrilloida \| \| \| \| \| \| Siphonostomatoida \| \| \| \| |
|  |                                                                     |
|  | Monstrilloida                                                       |
|  |                                                                     |
|  | Siphonostomatoida                                                   |
|  |                                                                     |

|  | Monstrilloida     |
|  |                   |
|  | Siphonostomatoida |
|  |                   |

|  | Gelyelloida                                                                                  |
|  |                                                                                              |
|  | \| \| Harpacticoida (Oligoarthra) \| \| \| \| \| \| Cyclopodia+Poecilostomatoida \| \| \| \| |
|  |                                                                                              |
|  | Harpacticoida (Oligoarthra)                                                                  |
|  |                                                                                              |
|  | Cyclopodia+Poecilostomatoida                                                                 |
|  |                                                                                              |

|  | Harpacticoida (Oligoarthra)  |
|  |                              |
|  | Cyclopodia+Poecilostomatoida |
|  |                              |

|  | Gelyelloida                                                                                  |
|  |                                                                                              |
|  | \| \| Harpacticoida (Oligoarthra) \| \| \| \| \| \| Cyclopodia+Poecilostomatoida \| \| \| \| |
|  |                                                                                              |
|  | Harpacticoida (Oligoarthra)                                                                  |
|  |                                                                                              |
|  | Cyclopodia+Poecilostomatoida                                                                 |
|  |                                                                                              |

|  | Harpacticoida (Oligoarthra)  |
|  |                              |
|  | Cyclopodia+Poecilostomatoida |
|  |                              |

|  | Mormonilloida                                                       |
|  |                                                                     |
|  | \| \| Monstrilloida \| \| \| \| \| \| Siphonostomatoida \| \| \| \| |
|  |                                                                     |
|  | Monstrilloida                                                       |
|  |                                                                     |
|  | Siphonostomatoida                                                   |
|  |                                                                     |

|  | Monstrilloida     |
|  |                   |
|  | Siphonostomatoida |
|  |                   |

|  | Gelyelloida                                                                                  |
|  |                                                                                              |
|  | \| \| Harpacticoida (Oligoarthra) \| \| \| \| \| \| Cyclopodia+Poecilostomatoida \| \| \| \| |
|  |                                                                                              |
|  | Harpacticoida (Oligoarthra)                                                                  |
|  |                                                                                              |
|  | Cyclopodia+Poecilostomatoida                                                                 |
|  |                                                                                              |

|  | Harpacticoida (Oligoarthra)  |
|  |                              |
|  | Cyclopodia+Poecilostomatoida |
|  |                              |

|  | Gelyelloida                                                                                  |
|  |                                                                                              |
|  | \| \| Harpacticoida (Oligoarthra) \| \| \| \| \| \| Cyclopodia+Poecilostomatoida \| \| \| \| |
|  |                                                                                              |
|  | Harpacticoida (Oligoarthra)                                                                  |
|  |                                                                                              |
|  | Cyclopodia+Poecilostomatoida                                                                 |
|  |                                                                                              |

|  | Harpacticoida (Oligoarthra)  |
|  |                              |
|  | Cyclopodia+Poecilostomatoida |
|  |                              |

|  | Mormonilloida                                                       |
|  |                                                                     |
|  | \| \| Monstrilloida \| \| \| \| \| \| Siphonostomatoida \| \| \| \| |
|  |                                                                     |
|  | Monstrilloida                                                       |
|  |                                                                     |
|  | Siphonostomatoida                                                   |
|  |                                                                     |

|  | Monstrilloida     |
|  |                   |
|  | Siphonostomatoida |
|  |                   |

## Importancia del grupo
Se sabe desde hace más de 200 años que los Monstrilloida infectan varias especies de poliquetos, pero también a moluscos pyramidélidos y vermétidos. Por otra parte, el análisis histológico mostró que la presencia de las larvas de copépodos causa daños severos en el tejido del manto del mejillón. Causan hiperplasia y una fuerte respuesta inflamatoria en el huésped, incluyendo migración de hemocitos a la zona del manto afectada por la infección de copepoditos. Debido a esto, se demostró un efecto negativo sobre las poblaciones de invertebrados marinos con valor comercial.